# Phare de Calaburras
Le Phare de Calaburras est un phare situé sur Punta de Calaburras de la commune de Mijas dans la province de Malaga en Andalousie (Espagne).
Il est géré par l'autorité portuaire du port de Malaga.

## Histoire
La station a été le premier phare espagnol de signalisation air/mer reconstruit en 1928, la station primitive, conçu par l'ingénieur Antonio Molia, ayant été inaugurée le 31 août de 1863. C'est le phare principal de la province de Malaga, la lumière est utilisée par les navires et les avions naviguant dans le détroit de Gibraltar.
Le phare actuel a une hauteur de 29 mètres et a remplacé une ancienne tour de maçonnerie de 13,5 mètres. C'est une tour en pierre blanche, avec galerie et lanterne, attenante à une maison de gardien d'un seul étage. Son signal est automatique depuis son électrification en 1949. Son signal lumineux clignote toutes les 5 secondes et sa plage de visibilité maximale est de 33 km.
Identifiant : ARLHS : SPA-198 ; ES-21280 - Amirauté : E0058 - NGA : 4320 .
|          |
| Le phare |

|          |
| Le phare |

### Lien connexe
- Liste des phares d'Espagne